# سيسيلي هاميلتون
سيسيلي ماري هاميلتون (بالإنجليزية: Cicely Hamilton) (15 يونيو1872-6 ديسمبر 1852) هي ممثلة إنجليزية وكاتبة وصحفية ومدافعة عن الحق المرأة بالتصويت ونسوية وجزء من الصراع لنيل حق المرأة بالتصويت في المملكة المتحدة. لعل أكثر ما أكسبها شهرةً هي مسرحيتها «كيف رُبح التصويت» والتي تُظهر كيف يغيّر رجل معارض لحق المرأة بالاقتراع رأيه عندما تهاجمه المرأة التي يحبها، وهي أيضًا مؤلفة إحدى أشهر المسرحيات التي تعالج قضية حق المرأة بالاقتراع «موكب النساء العظيمات» 1909 والتي تظهر فيها شخصية جين أوستن بصفتها إحدى نسائها المتعلمات.

## السيرة الذاتية
وُلدت في بادينغتون لندن وكانت الأكبر بين أربع أطفال لماودي ماري ودينزي هاميل. تعلمت في مالفرين روتشستر وفي باد هومبورغ، رباها أبوين حاضنين بعد ما فُقدت أمها. بعد فترة قصيرة قضتها في التعليم شغلت منصب في شركة سياحية. اعتمدت اسمًا مستعارًا سيسيلي هاميلتون لتبتعد عن عائلتها. كتبت في الدراما بما في ذلك موضوعات نسوية وتمتعت بفترة نجاح في المسرح التجاري. تلقت الثناء لدورها في مسرحية «فاني فيرست بلاي» لجورج برنارد شو.
أسست عام 1908 بالاشتراك مع بيسي هاتون عصبة حق الكاتبات بالاقتراع، إذ ضمت هذه العصبة حوالي 400 عضو بما في ذلك إيفي كومبتون برنيت وسارة جراند وفيوليت هنت وماري بيلوك لونديس وأليس ماينيل وأوليف سراينر وإيفلين شارب وماي سنكلير ومارجريت ل. وودز. أطلقت العصبة حملات أدبية كتبتها سنكلير وأخريات واستقطبت عدة مناصرين رجال.
كتبت هاميلتون كلمات أغنية زحف النساء والتي لحنتها إيثيل سميث عام 1910 للاتحاد النسائي السياسي والاجتماعي.
قبل أن يظهر الراديو كانت أفضل طريقة لنشر فكرة في المجتمع وجعلها محل نقاش هي بتمثيلها في مسرحيات قصيرة وعرضها في أنحاء البلاد، وهكذا ظهرت دراما الاقتراع. لعل مسرحية إليزابيث روبينز أصوات النساء ومسرحية كيف رُبح التصويت لسيسيلي هاميلتون وكريستوفر سان جونز هي أمثلة أساسية كيف بزغ هذا الجنس الأدبي. كتبت هاميلتون أيضًا موكب النساء العظيمات والتي حققت نجاحًا كبيرًا وكانت تستند إلى أفكار صديقتها المخرجة المسرحية إديث كريج. لعبت هاميلتون دور المرأة بينما لعبت كريج دور الرسامة روزا بونهوير إحدى النساء الخمسين في المسرحية. عُرضت المسرحية في أنحاء المملكة حتى قيام الحرب العالمية الأولى. كانت هاميلتون إحدى أعضاء جمعية كريج المسرحية «الممثلات المسرحيات الرائدات». كانت مسرحيتها جاك وجيل وصديق إحدى أول إنتاجات الجمعية في مايو عام 1911.
عملت هاميلتون خلال الحرب العالمية الأولى في منظمة العناية التمريضية، وانضمت بعدها إلى الجيش بصفتها احتياطية. أنشأت المسرح العسكري للترويح عن الجنود. بعد الحرب كتبت بصفتها صحافية مستقلة وبشكل خاص عن تحديد النسل وككاتبة مسرحية في مسرح برمنغهام العسكري. كانت هاميلتون مساهمة مواضبة في مجلة تايم آند تايم وعضوًا فعالًا في مجموعة النقاط الست النسوية. حصلت عام 1938 على نفقة القائمة المدنية.
صورت روايتها ثيودور المتوحش وهي رواية خيال علمي، دمار بريطانيا خلال الحرب.
أنتج مسرح فينبورو عام 2018 أول عرض لمسرحية هاميلتون «لأتزوج فقط» بعد مئة عام من كتابتها. تلقت المسرحية تقييمًا عاليًا (4 نجوم) من التايمز والأوبزرفير وإيفنينغ ستاندرد ونيويورك تايمز.

## أعمالها
- عودة المسافر (مسرحية) 1906.
- ديانا دوبسون (رواية ومرحية) 1908.
- أصوات النساء 1908.
- الزواج كتجارة 1909.
- كيف رُبح التصويت 1909 مسرحية.
- موكب النساء العظيمات 1910 مسرحية.
- فقط لأتزوج 1911 مسرحية.
- جاك وجيل وصديق 1911 مسرحية.
- ويليام رجل إنجليزي 1920.
- أطفال في فلاندرز: لعبة المهد 1922.
- ثيودور المتوحش قصة عن الماضي أو المستقبل.
- آدم القديم 1924 مسرحية.
- غير مقاتل 1924.
- العامل الإنساني 1925.
- فيك القديمة 1926 بالاشتراك مع ليليان بيليس.
- ليست يي داي 1928.
- ألمانيا الحديثة كما تراها امرأة إنجليزية 1931.
- إيطاليا الحديثة كما تراها امرأة إنجليزية.
- فرنسا الحديثة كما تراها امرأة إنجليزية.
- تاريخ آرثر الصغير في القرن العشرين.
- روسيا الحديثة كما تراها امرأة إنجليزية
- النمسا الحديثة كما تراها امرأة إنجليزية
- حياة تائهة سيرة ذاتية.
- إيرلندا الحديثة كما تراها امرأة إنجليزية
- إسكتلندا الحديثة كما تراها امرأة إنجليزية
- إنجلترا الحديثة كما تراها امرأة إنجليزية
- السويد الحديثة كما تراها امرأة إنجليزية
- المرأة الإنجليزية.
- رثاء الديمقراطية.
- الأمير المتسول.
- هولندا اليوم.

## روابط خارجية
- سيسيلي هاميلتون على موقع IMDb (الإنجليزية)
- سيسيلي هاميلتون على موقع ميوزك برينز (الإنجليزية)
- سيسيلي هاميلتون على موقع قاعدة بيانات برودواي على الإنترنت (الإنجليزية)